# Стоте (сериал)
Вижте пояснителната страница за други значения на Стоте.
„Стоте“ (на английски: The 100) е американски научнофантастичен сериал по сценарий на Джейсън Ротънбърг и основан на едноименната книга на Кас Морган. Премиерата се състои на 19 март 2014 г..
На 8 май 2014 г. сериалът е продължен с втори сезон. На 11 януари 2015 г. каналът продължава сериала с трети сезон. През март 2016 г. е обявено, че сериала е подновен за четвърти сезон. На 4 август 2019 г. обявяват, че предстоящият седми сезон ще е последен.

## Сюжет Сезон 1
Действието на сериала се развива 100 години след като глобална ядрена война е унищожила човешката цивилизация, а сюжетът се фокусира върху няколкостотин оцелели, които се намират на борда на свръхмодерен космически кораб наречен Кивот (Ark) в космоса. С надеждата за повторно заселване на Земята от кораба изпращат на повърхността група от 100 непълнолетни затворници, сред които е главният герой Кларк Грифин. Основната задача на Кларк и останалите е да „рестартират“ отново човешката цивилизация, като кацнат в една от базите и да уведомят Кивота, че Земята е годна за живеенею Но още в самото начало става ясно, че това няма да бъде лесно начинание. Те осъзнават, че не са сами на Земята. Там живеят хора още от радиационния апокалипсис. Стоте ги наричат Земляни. Канцлерът на Кивота слага гривни на всички 100 затворници, за да следи показателите им, докато са на Земята. Един от „пратените на Земята“ решава, че е по-добре да махнат гривните, с цел населението на Кивота да си помисли, че на Земята не е годно за живеене и да не слизат, за да не поемат контрола наново. След като повечето деца махат гривните си, хората на Кивота изпадат в паника, защото кислородът ще им стигне само за още 2 – 3 седмици. Канцлерът решава с помощта на своите съветници да убият 300 души от всички на Кивота. На Земята обаче нещата се развиват по различен начин. Стоте изстрелват сигнални ракети към небето с цел Канцлерът да прекрати убийството. Вече обаче е много късно. Става нещо друго – хората на Кивота виждат тези ракети и решават „да си съберат багажа“. Тъй като няма повече совалки, спускат целия Кивот. При спускането Кивотът се разделя на няколоко части, така всички отиват на различно място. Междувременно останалите от Стоте влизат в битка със земляните. В крайна сметка благодарение на Кларк и Белъми, успяват да победят, но веднага след като излизат на следващия ден, биват упоени и отвлечени от тайнствена организация.

## „Стоте“ в България
Сериалът започва излъчване в България на 3 март 2016 г. по bTV Action, всеки делник ден от 20:00, което се отнася за всички останали сезони. На 25 март започва втори сезон. От 19 януари 2017 г. започва трети сезон. На 4 април 2018 г. започва четвърти сезон. На 3 юли 2019 г. започва пети сезон. На 26 юни 2020 започва шести сезон. На 7 януари 2021 г. започва седми сезон и приключва на 29 януари. Дублажът е на студио VMS. Ролите се озвучават от артистите Биляна Петринска, Ася Рачева, Камен Асенов, Явор Караиванов и Виктор Танев.